# Maha Al Muneef
Maha Al Muneef est médecin spécialisée en maladies infectieuses pédiatriques et une militante saoudienne, qui agit contre les violences familiales et la maltraitance des enfants en Arabie saoudite. Elle est la directrice exécutive du Programme national pour la sauvegarde des familles en Arabie saoudite.

## Biographie
Maha Al Muneef nait en 1960 en Arabie saoudite. Elle est originaire d'Al Qasim. Elle y fait ses études mais affirme avoir affiné ses compétences en travaillant durant une décennie aux États-Unis : elle est diplômée en médecine dans son pays et se spécialise aux États-Unis.
De 2009 à 2013, elle est également conseillère au Conseil de la Choura. En août 2013, le Conseil des ministres adopte une loi historique visant à protéger les victimes de violences domestiques. 
Elle reçoit, le 26 mars 2014, de Barack Obama, le Prix international de la femme de courage, pour son action humanitaire.